# 盧拉長頜魚
盧拉長頜魚，為輻鰭魚綱骨舌魚目象鼻魚科長頜魚屬的其中一種。該物種主要分布於非洲剛果河上游流域，體長可達38公分。